# Ла-Саль (Италия)
Ла-Саль (фр. La Salle) — коммуна в Италии, располагается в автономном регионе Валле-д’Аоста.
Население составляет 2018 человек (2008 г.), плотность населения составляет 24 чел./км². Занимает площадь 83 км². Почтовый индекс — 11015. Телефонный код — 0165.
Покровителем коммуны почитается святой Кассиан из Имолы, празднование 13 августа.

## Демография
Динамика населения: